# Природно-заповідний фонд Гусятинського району
Станом на 1 січня 2017 року на території Гусятинського району є 27 територій та об'єктів природно-заповідного фонду загальною площею 14443,5508 га:
- 1 природний заповідник площею 8774,8608 га,
- 1 ботанічний заказник загальнодержавного значення загальною площею 2103,0 га,
- 1 геологічна пам'ятка природи загальнодержавного значення,
- 1 дендрологічний парк загальнодержавного значення площею 18,0 га,
- 2 заказники місцевого значення загальною площею 3131,1 га:
  - 1 ботанічний заказник загальною площею 14,1 га,
  - 1 загальнозоологічний заказник загальною площею 3117,0 га,
- 19 пам'яток природи місцевого значення загальною площею 9,59 га:
  - 1 геологічна пам'ятка природи загальною площею 0,50 га,
  - 3 гідрологічних пам'яток природи загальною площею 0,05 га,
  - 15 ботанічних пам'яток природи загальною площею 9,03 га,
- 1 заповідне урочище площею 394,0 га,
- 1 парк-пам'ятка садово-паркового мистецтва місцевого значення площею 13,0 га.

Входить до складу територій ПЗФ інших категорій 4 об'єкти загальною площею 1,04 га.
Фактична площа природно-заповідного фонду Гусятинського району 14443,5108 га, що становить 14,21 % території району.

## Природні парки
| №                             | Назва території або об'єкта | Площа, га | Рішення про створення (зміну) | Розташування | Керуюча організація | Світлина, альбом |
| ----------------------------- | --------------------------- | --------- | ----------------------------- | ------------ | ------------------- | ---------------- |
| Національний природний парк   |                             |           |                               |              |                     |                  |
| 1.                            |                             |           |                               |              |                     |                  |
| Регіональний ландшафтний парк |                             |           |                               |              |                     |                  |
| 1.                            |                             |           |                               |              |                     |                  |

## Заказники
| №                                               | Назва території або об'єкта | Площа, га | Рішення про створення (зміну) | Розташування | Керуюча організація | Світлина, альбом |
| ----------------------------------------------- | --------------------------- | --------- | ----------------------------- | ------------ | ------------------- | ---------------- |
| Ботанічні заказники загальнодержавного значення |                             |           |                               |              |                     |                  |
| 1.                                              |                             |           |                               |              |                     |                  |
| Ботанічні заказники місцевого значення          |                             |           |                               |              |                     |                  |
| 1.                                              |                             |           |                               |              |                     |                  |

## Пам'ятки природи
| №                                                | Назва території або об'єкта | Площа, га | Рішення про створення (зміну) | Розташування | Керуюча організація | Світлина, альбом |
| ------------------------------------------------ | --------------------------- | --------- | ----------------------------- | ------------ | ------------------- | ---------------- |
| Геологічні пам'ятки природи місцевого значення   |                             |           |                               |              |                     |                  |
| 1.                                               |                             |           |                               |              |                     |                  |
| Гідрологічні пам'ятки природи місцевого значення |                             |           |                               |              |                     |                  |
| 1.                                               |                             |           |                               |              |                     |                  |
| Ботанічні пам'ятки природи місцевого значення    |                             |           |                               |              |                     |                  |
| 1.                                               |                             |           |                               |              |                     |                  |

## Парки-пам'ятки садово-паркового мистецтва
| №  | Назва території або об'єкта | Площа, га | Рішення про створення (зміну) | Розташування | Керуюча організація | Світлина, альбом |
| -- | --------------------------- | --------- | ----------------------------- | ------------ | ------------------- | ---------------- |
| 1. |                             |           |                               |              |                     |                  |

| №   | Назва території або об'єкта    | Площа, га | Рішення про створення (зміну) | Розташування | Керуюча організація | Світлина, альбом |
| --- | ------------------------------ | --------- | --- | --- | --- | ---------------- |
| 1   | Медобори                       | 9516.7    | Гусятинський район, смт Гримайлів, вул. Міцкевича, 21 | Адміністрація природного заповідника «Медобори» Держкомлісу України                                                             | Постанова Ради Міністрів УРСР від 08.02.1990 р. № 25, із змінами, затвердженими Указом Президента України від 29.09.2000 р. № 1095/2000 Указ Президента України від 20.11.2013 р. № 644 |                  |
| 3   | Яблунівський                   | 2103.0    | Гусятинський район, с. Яблунівка, м. Копичинці, с. Федорівка, Яблунівське лісництво кв.кв. 1, 6-12, 30-35, 46-51, 63-65, 73, 74, Копичинецьке лісництво кв.кв. 2-5, 13-16, 36-40, 52-56, 66-70, лісове урочище "Дача «Яблунів» | ДП «Чортківське лісове господарство»                                                                                            | Постанова Ради Міністрів УРСР від 16.12.1982 р. № 617 |                  |
| 7   | Печера «Перлина»               |           | Гусятинський район, с. Крутилів, Краснянське лісництво, кв. 51 вид. 4 | Адміністрація природного заповідника «Медобори»                                                                                 | Розпорядження Ради Міністрів УРСР від 02.08.1971 р. № 611-р |                  |
| 2   | Хоростківський                 | 18.0      | Гусятинський район, м. Хоростків, вул. Незалежності,19 | Державному підприємству «Дослідне господарство „Подільське“ Тернопільського інституту агропромислового виробництва НААН України | Постанова Ради Міністрів УРСР від 22.07.1983 р. № 311 |                  |
| 4   | Федорівський                   | 14.1      | Гусятинський район, с. Тудорів, околиця, лівий схил р. Серет | Тудорівська сільська рада | Рішення ВК ТОР від 22.07.1977 р. № 360, із змінами затвердженими рішенням ТОР від 27.04.2001 р. № 238                                                                                   |                  |
| 9   | За Броварем                    | 3117.0    | Гусятинський район, м. Копичинці, села Яблунів та Увислів | Гусятинська районна організація УТМР                                                                                            | Рішення ВК ТОР від 30.06.1986 р. № 198, зі змінами, затвердженими рішенням ТОР від 27.04.2001 р. № 238                                                                                  |                  |
| 22  | Гусятинське відслонення силуру | 0.5       | Гусятинський район, смт Гусятин, вул. Суходільська, стінка в старому кар'єрі | Гусятинська селищна рада | Рішення ТОР від 25.04.1996 р. № 90 |                  |
| 21  | Джерело „Біла криниця № 2“     | 0.03      | Гусятинський район, с. Васильківці, урочище „Юрківці“, неподалік ставу | Васильковецька сільська рада | Рішення ТОР від 21.08.2000 р. № 187 |                  |
| 47  | Гусятинське джерело            | 0.01      | Гусятинський район, смт Гусятин, у заплаві р. Збруч | Гусятинська селищна рада | Рішення ВК ТОР від 13.12.1971 р. № 645 |                  |
| 57  | Озерця «Вікнини»               | 0.02      | Гусятинський район, с. Вікно, північно-західна околиця | Вікнянська сільська рада | Рішення ВК ТОР від 20.12.1968 р. № 870 |                  |
| 44  | Копичинецька бучина            | 1.0       | Гусятинський район, с. Яблунів, Копичинецьке лісництво кв. 40, вид. 5, лісове урочище „Яблунівська дача“ | ДП „Чортківське лісове господарство“                                                                                            | Рішення ВК ТОР від 13.12.1971 р. № 645 |                  |
| 99  | Дуб „Яблунівський“             | 0.03      | Гусятинський район, с. Яблунів, Яблунівське лісництво, кв. 6 вид. 1, лісове урочище „Яблунівська дача“ | ДП „Чортківське лісове господарство“                                                                                            | Рішення ВК ТОР від 13.12.1971 р. № 645 |                  |
| 103 | Дуб „Трентовського“            | 0.03      | Гусятинський район, с. Вигода, колишня садиба лісника, біля садиби г р. Новосад Н. І. | Громадянка Новосад Н. І. | Рішення ВК ТОР від 23.10.1972 р. № 537 |                  |
| 122 | Дубова алея                    | 0.22      | Гусятинський район, с. Яблунів, садиба санаторію | Яблунівський дитячий туберкульозний санаторій                                                                                   | Рішення ВК ТОР від 13.12.1971 р. № 645 |                  |
| 124 | Куртина вікових дубів          | 0.18      | Гусятинський район, смт Гусятин, Гусятинське лісництво, кв. 58 вид. 8, 9, лісове урочище» Дача «Гусятин» | ДП «Чортківське лісове господарство»                                                                                            | Рішення ВК ТОР від 30.08.1990 р. № 189 |                  |
| 147 | Бук пурпуролистий              | 0.01      | Гусятинський район, с. Глібів, біля контори ТзОВ «Відродження» | Глібівської сільської ради | Рішення ВК ТОР від 23.10.1972 р. № 537 |                  |
| 148 | Бук пурпуролистий              | 0.01      | Гусятинський район, м. Хоростків, біля будинку культури | Державному підприємству "Дослідне господарство «Подільське» Тернопільського інституту агропромислового виробництва НААН України | Рішення ВК ТОР від 13.12.1971 р. № 645 |                  |
| 160 | Яблунівська липа               | 0.03      | Гусятинський район, с. Яблунів, старий парк | Яблунівський дитячий тубсанаторій                                                                                               | Рішення ВК ТОР від 13.12.1971 р. № 645 |                  |
| 162 | Гусятинські вікові липи        | 0.04      | Гусятинський район, смт Гусятин, Гусятинське лісництво, кв. 58 вид. 6, лісове урочище «Дача „Гусятин“ | ДП „Чортківське лісове господарство“                                                                                            | Рішення ВК ТОР від 30.08.1990 р. № 189 |                  |
| 182 | Дерево Міцкевича               | 0.01      | Гусятинський район, смт Гримайлів, вул. Міцкевича, біля пам'ятного знаку | Гримайлівська селищна рада | Рішення ТОР від 25.04.1996 р. № 90 |                  |
| 194 | Сосна Веймутова                | 0.04      | Гусятинський район, с. Яблунів, Копичинецьке лісництво, кв. 45 вид. 1, лісове урочище „Яблунівська дача“ | ДП „Чортківське лісове господарство“                                                                                            | Рішення ВК ТОР від 17.11.1969 р. № 747 |                  |
| 236 | Гора „Любовня“                 | 2.7       | Гусятинський район, с. Вікно, на північний схід від села, відрога Товтрової гряди | Вікнянська сільська рада | Рішення ВК ТОР від 17.11.1969 р. № 747, зі змінами, затвердженими рішенням ТОР від 27.04.2001 р. № 238                                                                                  |                  |
| 237 | Васильківська степова ділянка  | 4.7       | Гусятинський район, с. Васильківці, урочище „Юрківці“ | Васильківська сільська рада | Рішення ТОР від 18.03.1994 р., зі змінами, затвердженими рішенням ТОР від 27.04.2001 р. № 238                                                                                           |                  |
| 1   | Васильківці                    | 394.0     | Гусятинський район, с. Васильківці, Гусятинське лісництво, кв. 44-55, лісове урочище „Васильківці“ | ДП „Чортківське лісове господарство“                                                                                            | Рішення ВК ТОР від 22.12.1987 р. № 310 |                  |
| 1   | Гримайлівський парк            | 13.0      | Гусятинський район, смт Гримайлів | Гримайлівський комбінат комунальних підприємств                                                                                 | Рішення ВК ТОР від 20.12.1968 р. № 870 та від 24.09.1972 р. № 228 |                  |
| 173 | Гусятинська тополя             | 0.02      | Гусятинський ра-йон, смт Гусятин, Гусятинське лісництво, кв. 58 вид. 8, лісове урочище» Дача «Гусятин» | ДП «Чортківське лісове господарство»                                                                                            | Рішення ТОР від 18.03.1994 р. |                  |